# أفكار جديدة
أفكار جديدة (بالإسبانية: Nuevas Ideas)‏ هو حزب سياسي سلفادوري، أسس في 21 أغسطس 2018، يقع مقره في سان سلفادور، ومن مؤسسيه نجيب أبو كيلة.

## أعضاء بارزون
- كود سباركل
- تحديث القائمة

- نجيب أبو كيلة (2018 - )